# Rotunda svatého Desideria v Lysé nad Labem
Rotunda svatého Desideria v Lysé nad Labem stála v místech bývalého kláštera bosých augustiniánů, který se nachází v západní části města jižně od zámku.

## Historie
Rotunda je doložena k roku 1244, kdy byl k ní přistavěn kostel Narození Panny Marie s klášterem; klášter zničili husité v roce 1421.
Po obnově kláštera počátkem 18. století byla kaple svatého Desideria v roce 1737 zbořena a v roce 1739 zbořen i původní kostel; na jejich místě pak byl v letech 1740–1741 postaven nový kostel podle plánů Alselma Luraga (zbořen).